# Un baquet de sang
Pour plus de détails, voir Fiche technique et Distribution.
Un baquet de sang (A Bucket of Blood) est un film d'horreur satirique réalisé par Roger Corman en 1959.

## Synopsis

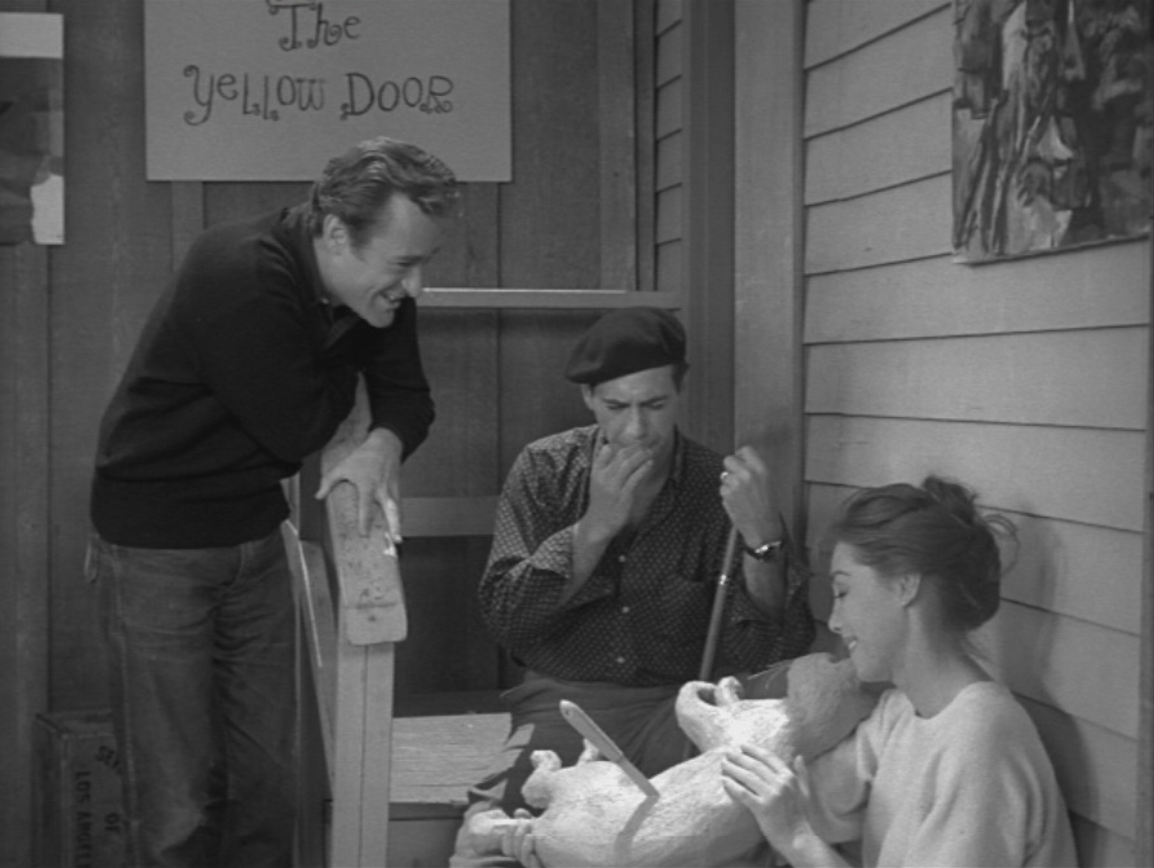
Walter présente à Carla et Leonard sa première « création » qu'il a nommée « Le chat mort ».

Walter, un serveur qui travaille à « La Porte Jaune », un café fréquenté par des beatniks, est subjugué par le discours d'un poète. De retour chez lui, se sentant l'âme d'un artiste, il décide de faire un portrait en argile de la belle Clara dont il est amoureux, mais il n'a aucun talent. C'est alors qu'il entend miauler le chat de sa logeuse qui s'est coincé dans son mur. En essayant de le déloger avec un couteau, il le tue accidentellement.
Obnubilé par l'idée de devenir un artiste reconnu, il recouvre d'argile le cadavre du chat, y laissant le couteau planté, et montre sa « création » à Leonard, son patron. Celui-ci accepte d'exposer la sculpture dans le café, espérant en tirer quelque profit. Bientôt, Walter est acclamé par les clients qui le pressent de faire d'autres sculptures.

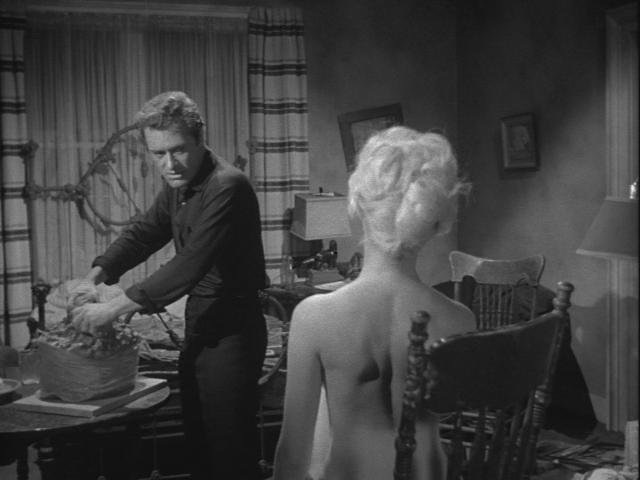
Carla demande à Walter de sculpter un corps de femme. La belle Alice fera l'affaire ...

## Production
- En 1959, la société de production American International Pictures (AIP) propose à Roger Corman de tourner un film d'horreur en 5 jours (un délai très court, mais habituel pour le réalisateur) avec un budget de 50 000 dollars.
- Désireux de s'éloigner du film d'horreur habituel, Corman et son scénariste Charles B. Griffith décident de réaliser une comédie noire sur la culture beatnik, en vogue à l'époque. Ils fréquentent quelques cafés afin de mieux cerner ce milieu hétéroclite d'artistes, d'écrivains et de toxicomanes.
- Pour l'intrigue, ils s'inspirent du film L'Homme au masque de cire (House of Wax) d'André de Toth (1953) avec Vincent Price, lui-même un remake de Masques de cire (Mystery of the Wax Museum) de Michael Curtiz (1933). Ils reprennent même une réplique du film de 1953 lorsqu'un critique d'art assiste à l'exposition de Walter et affirme que « cet homme connaît son anatomie ».
- Un baquet de sang est d'abord tourné avec le titre The Living Dead (Les morts vivants). Le tournage se fait dans la bonne humeur, mais Dick Miller, acteur fétiche de Corman, regrette le budget dérisoire du film, même s'il en reconnaît la qualité artistique.
- AIP fait la promotion de son film d'horreur en insistant sur la comédie, promettant au public qu'il sera « malade, malade, malade ... de rire ». L'affiche, particulièrement originale, est présentée sous forme de bande dessinée et insiste plutôt sur l'aspect horrifique.

## Fiche technique
- Titre français : Un baquet de sang
- Titre original : A Bucket of Blood
- Réalisation : Roger Corman
- Scénario : Charles B. Griffith
- Production : Roger Corman
- Musique : Fred Katz
- Image : Jacques R. Marquette
- Montage : Anthony Carras
- Direction artistique : Daniel Haller
- Date de sortie :
  - États-Unis : 21 octobre 1959
- Durée : 66 minutes

## Distribution
- Dick Miller : Walter Paisley
- Barboura Morris : Carla

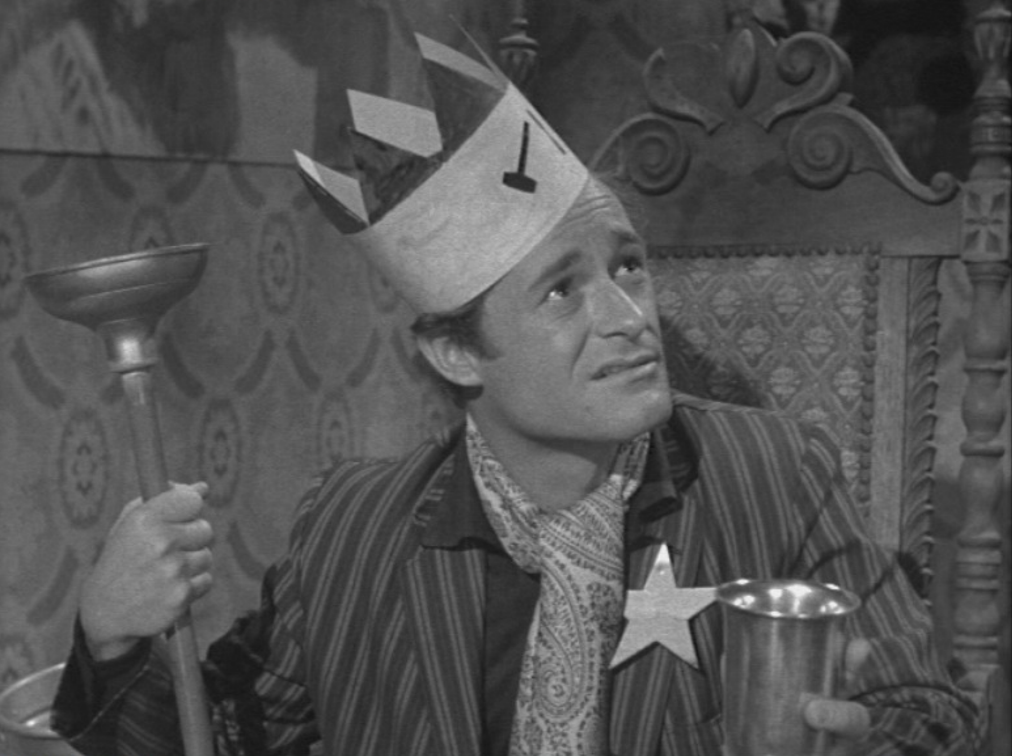
« Walter Paisley est né ! »

- Antony Carbone : Leonard de Santis, le patron du bar
- Julian Burton :  	Maxwell H. Brock, le poète
- Ed Nelson : Art Lacroix ; l'indic
- John Brinkley : Will
- John Herman Shaner : Oscar
- Judy Bamber : Alice, la beatnik blonde
- Myrtle Vail : Mme Surchart, la logeuse de Walter
- Bert Convy : Louis Raby ("Lou"), le policier en civil
- Jhean Burton : Naolia
- Bruno VeSota : Le collectionneur d'art
- Lynn Storey : Sylvia, la serveuse
- Alex Hassilev : Le guitariste (non crédité)
- Paul Horn : Le saxophoniste beatnik (non crédité)

## Autour du film
- Le nom du personnage principal, Walter Paisley, sera porté par l'acteur Dick Miller dans plusieurs autres films, comme une sorte de clin d'œil, notamment dans Hurlements (1981) et La Quatrième Dimension (1983).
- Le film est entré dans le domaine public et a ainsi bénéficié d'une large diffusion en vidéo. Un remake télévisé a été fait en 1995 avec Anthony Michael Hall dans le rôle principal.
- Un baquet de sang marque le début de la collaboration de Corman avec le scénariste Charles B. Griffith qu'il retrouvera pour deux autres parodies de films d'horreur : La Petite Boutique des horreurs (1960) et La Créature de la mer hantée (1961).
- Dans Qui a peur du diable ? (Evil Toons, 1992), Dick Miller, regarde le film de Roger Corman "Un baquet de sang" à la télévision ; il s'exclame juste avant de l'éteindre : « Comment est-ce possible que ce gars n'ait jamais gagné un Academy Award ? ». Il se trouve que le gars en question est Dick Miller lui-même, 33 ans plus tôt !